# Hamadanski kamniti lev

Hamadanski  kamniti lev  (perzijsko شیر سنگی همدان‎‎, šir-e sangi-ye hamedân) je zgodovinski spomenik v Hamadanu, Iran.
Kamniti lev je bil del Levjih vrat (perzijsko باب‌الاسد‎‎,  Levja vrata), ki so stala na hribu, na katerem naj bi  bilo v partskih časih pokopališče. Kip je bil izdelan v zlatem obdobju Hamadana in je imel v mestu svojega dvojčka.
Ko so mesto zasedli Dejlamidi, so leta 931 Levja vrata porušili. 
Gilaški knez Mardvidž  (vladal 930-935) je nameraval enega od levov odpeljati v Raj. Ker mu to ni uspelo, je v jezi ukazal, naj oba leva  razbijejo. Enega so popolnoma uničili, drugemu pa so odlomili prednji nogi in ga vrgli s podstavka. Tam je ležal do leta 1949, ko so mu izdelali novi nogi in ga vrnili na podstavek. 
Leta 1968 je Heinz Luschey dokazoval, da je lev helenistična skulptura, primerljiva z levom v Haironei, izdelanim kmalu po letu 336 pr. n. št. Njegovo razlago, da je bil izdelan leta 324 pr. n. št. na ukaz Aleksandra Velikega v spomin na njegovega zvestega spremljevalca Hefestiona, je  Iranska organizacija za kulturno dediščino sprejela.